# La Vierge de Lorette (Raphaël)
Pour les articles homonymes, voir La Vierge de Lorette.
La Vierge de Lorette ou la Madone de Lorette (en italien Madonna di Loreto) appelée aussi Vierge au voile, est un tableau peint par Raphaël vers 1509-1510. Il est actuellement conservé au Musée Condé.

## Historique

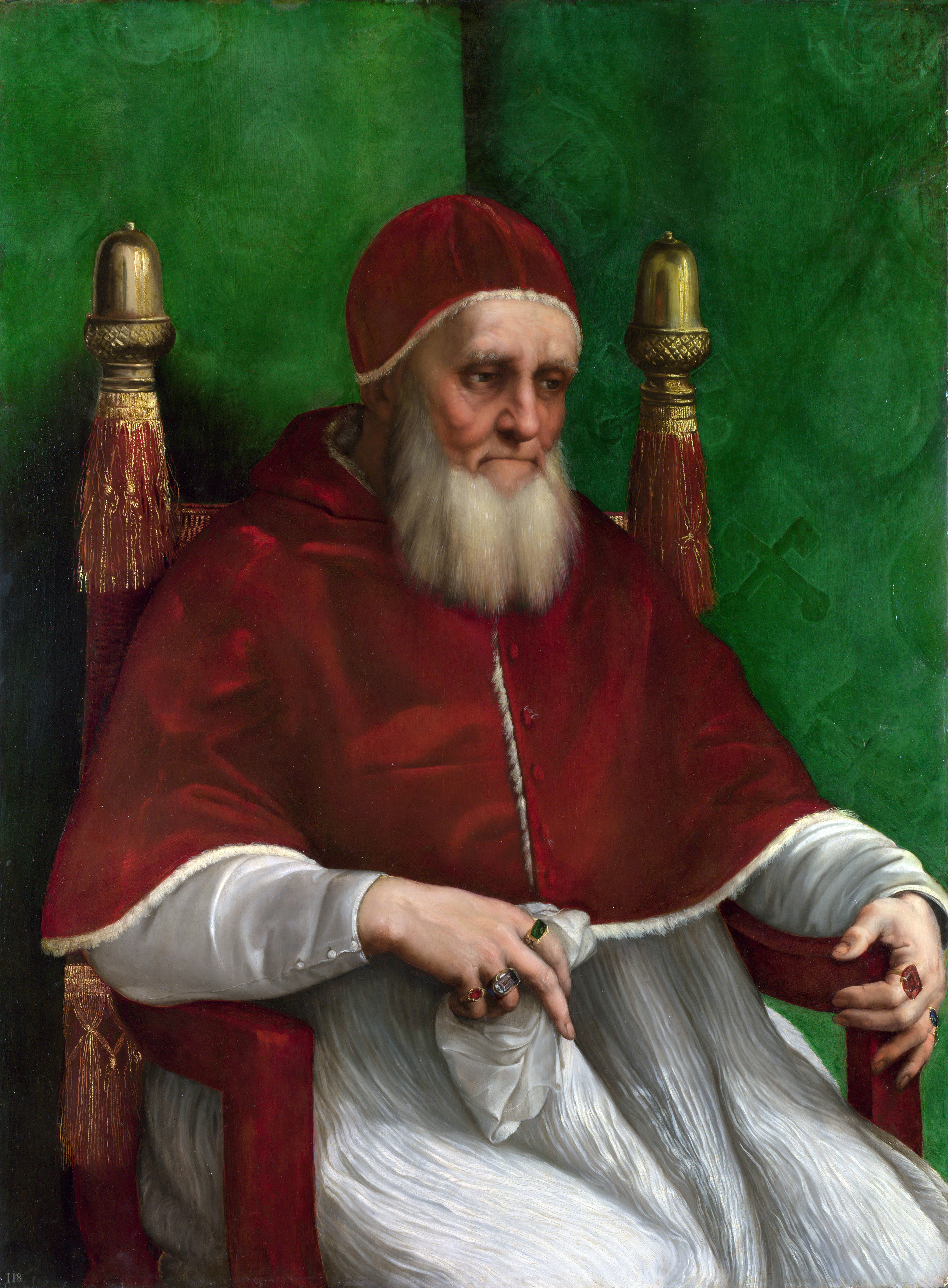
Portrait de Jules II

Selon les historiens de l'art italiens Filippini et Pierluigi De Vecchi, le tableau aurait été commandé par le banquier Agostino Chigi pour sa chapelle personnelle dédiée à la Vierge de Lorette à Santa Maria del Popolo, décorée par Raphaël lui-même. Cependant, cette œuvre est sans doute réalisée simultanément avec le Portrait de Jules II. Et c'est sans doute ce pape qui fait don de ces deux tableaux à l'église Santa Maria del Popolo de Rome. Ils entrent dans les collections du cardinal Sfrondato, neveu de Grégoire XIV. En 1608, sa collection de 71 tableaux est acquise par Scipione Caffarelli-Borghese. Le tableau est vu dans la collection Borghese par Giorgio Vasari en 1568. Le tableau reste dans la collection de la famille Borghese jusqu'au XVIIIe siècle.
Charles Nicolas Cochin, graveur et dessinateur français, écrivain, ordonnateur des beaux-arts sous la direction du marquis de Marigny, et secrétaire-historiographe de l'Académie royale la mentionne dans le sanctuaire marial de la Basilique de la Santa Casa de Lorette en 1773 lors de son voyage en Italie. Après quoi le Tableau de Raphaël  est emporté avec beaucoup d’autres durant les spoliations napoléoniennes sous couvert du traité de Tolentino : 

Avec l'entrée des troupes françaises dans Rome, les grandes familles romaines sont obligées de vendre un grand nombre d’oeuvres de leurs collections pour répondre notamment aux exigences des traités conclus par Napoléon entre les états pontificaux et le Directoire. 
Les justifications idéologiques de ce pillage systématique furent diverses, allant au-delà de la simple prise de guerre. D'une part, une pétition d'artistes français mentionnait que les œuvres étaient une inspiration pour le progrès des arts républicains. Certains croyaient que les œuvres étaient restées « emprisonnées trop longtemps... ces œuvres immortelles ne sont plus dans un pays étranger, mais introduites dans la patrie des Arts et du Génie, dans la patrie des libertés et de l'Égalité sacrée: la République française ». « Ou encore des statues que les Français ont empruntées à l'église romaine dégénérée pour orner le grand musée de Paris, afin de distinguer le plus noble des trophées, le triomphe de la liberté sur les tyrannies, de la connaissance sur la superstition ». 
La Vierge de Lorette est ensuite achetée par le marchand anglais Alexander Day en 1801, puis par Domenico Venuti en 1802 pour les collections du roi de Naples, Ferdinand Ier des Deux-Siciles. À la mort de son fils, Léopold de Bourbon-Siciles, en 1851, son gendre, Henri d'Orléans, duc d'Aumale, acquiert la collection en bloc lors de sa vente en 1854, alors qu'il est en exil en Angleterre. Il arrive à Chantilly à son retour en France en 1870. C'est un des rares tableaux qui ne respecte pas les principes d'exposition imposés par le duc. En effet, après sa reconnaissance comme un authentique Raphaël, il a été déplacé, dans les années 1980, dans la rotonde de la galerie de peinture, à côté du Portrait de Simonetta Vespucci.
Le nom du tableau vient du fait qu'une copie ou bien l'original de l'œuvre est léguée en 1717 et exposée à la sainte Maison de Lorette dans les Marches, région natale de Raphaël, par un Romain du nom de Girolamo Lotteri. Avec l'invasion française, ladite copie est envoyée à Rome, puis à Paris en 1801. Une fois reconnue comme une copie, le tableau est déposé dans l'église de Morangis (Essonne) d'où il a depuis disparu. On compte au total 120 copies environ de ce tableau.

## Thème
Le thème représenté est celui de la Madone particulièrement ici dans une scène de l'intimité entre la mère et son enfant, au prétexte du jeu du voile, le tout sous le regard discret de Joseph, figure un peu distante de leurs destins.

## Description
Il s'agit d'un tableau sur bois : trois planches de peuplier sont recouvertes d'un gesso fait de colle et de gypse.
La Vierge, placée au centre, porte un pourpoint rouge et un manteau bleu dont on aperçoit les plis au devant. Elle tend le bras droit en soulevant le voile qui couvre la tête de Jésus. Celui-ci  est placé en bas à gauche de la composition, allongé sur un lit, la tête reposant sur un oreiller ou un amas de draps. Il semble vouloir attraper le voile, les deux mains levées, dans ce jeu intime avec sa mère. Il est nu, et le bord du lit rectangulaire, marque le bas du tableau. Joseph, placé dans le fond à droite, contemple la scène, les mains rassemblés peut-être sur l'extrémité d'un bâton qu'on ne voit pas. Il est placé dans l'ombre a contrario des deux autres personnages en plein lumière. Tous portent une auréole limitée à un filet lumineux, elliptique horizontal pour la Vierge, elliptique vertical pour Jésus, circulaire pour Joseph.
 

## Analyse
Vasari la décrit de la façon suivante : « la Vierge couvre d’un voile son fils. Celui-ci est d’une telle beauté que l’expression de son visage et tout son corps témoignent qu’il est vraiment le fils de Dieu. Non moins beau, le Visage de la Vierge, d’une suprême perfection, exprime une sainte joie. Saint Joseph, les deux mains appuyées sur un bâton, contemple, pensif, le roi et la Reine du Ciel, avec toute l’admiration d’un saint vieillard ».
 
Le voile comme dans La Vierge au diadème bleu, attribuée aussi au peintre, serait un substitut illusionniste du Saint-Suaire, une relique particulièrement vénérée.

## Attribution

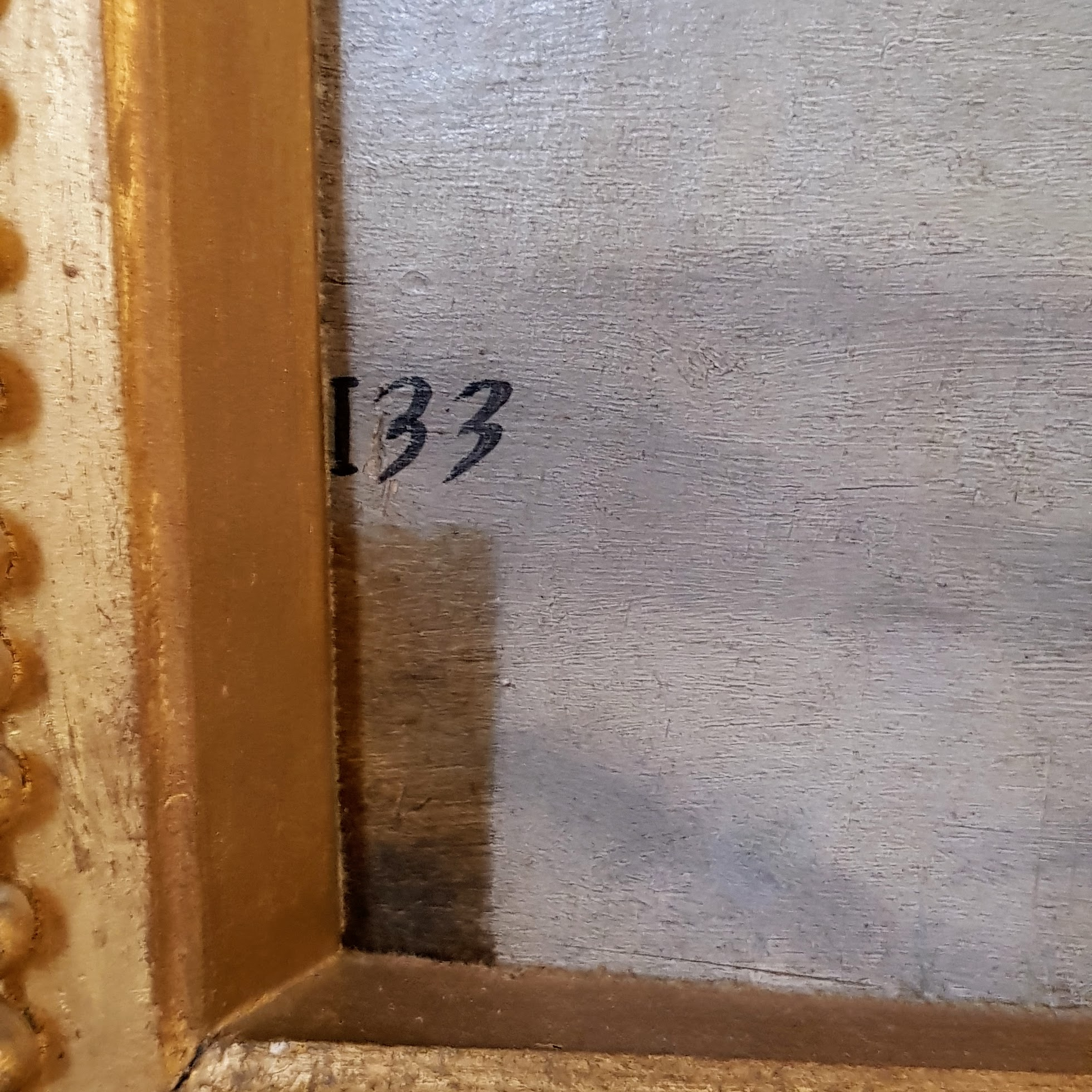
Le numéro 133, inscrit dans un angle du tableau, qui correspondait au numéro porté par l’original de Raphaël dans la collection Borghèse à Rome.

Pendant longtemps, cette version est connue comme une copie réalisée par un élève de Raphaël, Giovan Francesco Penni, d'après l'original qui était alors considéré comme disparu. En 1970, l'historien anglais de l'art Cecil Gould parvient à reconstituer le parcours de ce tableau grâce aux numéros d'inventaire inscrit sur le panneau de cette Madone et sur celui de Portrait de Jules II, conservé à la National Gallery de Londres. Il réattribue ainsi de manière définitive le tableau à la main du maître.
Une radiographie réalisée au Centre de recherche et de restauration des musées de France a permis de repérer que le saint Joseph a été rajouté après, sans doute par un peintre différent de Raphaël. À son emplacement, se trouvait une ouverture sur un paysage. Ce type de composition se retrouve dans La Madone Aldobrandini et La Vierge au diadème bleu. Cependant, toutes les copies anciennes représentent le saint, ce qui fait dire que cet ajout est bien de la main du maître explique Cecil Gould.
L'influence de Michel Ange dans la forme de l'enfant, celle de Léonard de Vinci dans son animation, l'influence antique du geste de la vierge, comparable à celui de la justice tenant l'épée au plafond de la chambre de la Signature au palais du Vatican, tous ces éléments font pencher pour une datation au début de la période romaine du peintre vers 1509-1510. Mais pour Gould, sa date est plus contemporaine de la chambre d'Héliodore toujours dans les appartements du Vatican et du portrait du vieux pape vers 1512.